# بيراي
بيراي هي بلدة فرنسية تقع في ضواحي بابيتي في بولينزيا الفرنسية.في 2017 بلغ عدد سكان البلدة 14،209 نسمة.